# Sân vận động Gelora Bung Karno
Sân vận động chính Gelora Bung Karno (tiếng Indonesia: Stadion Utama Gelora Bung Karno; nghĩa đen "Sân vận động chính Khu liên hợp thể thao Bung Karno"), trước đây được gọi là Sân vận động chính Senayan và Sân vận động chính Gelora Senayan, là một sân vận động đa năng nằm ở trung tâm của Khu liên hợp thể thao Gelora Bung Karno ở Trung Jakarta, Indonesia. Sân được sử dụng chủ yếu cho các trận đấu bóng đá. Sân vận động được đặt tên theo Sukarno, Tổng thống Indonesia lúc bấy giờ, người đã đề xuất ý tưởng xây dựng khu liên hợp thể thao.
Khi được khánh thành lần đầu tiên để tổ chức Đại hội Thể thao châu Á 1962, sân vận động có sức chứa 110.000 chỗ ngồi. Sức chứa của sân đã giảm xuống hai lần sau khi cải tạo: lần đầu tiên là xuống còn 88.306 chỗ ngồi vào năm 2006 cho Cúp bóng đá châu Á 2007 và lần thứ hai là xuống còn 77.193 chỗ ngồi sau khi sân được cải tạo cho Đại hội Thể thao châu Á 2018 và Đại hội Thể thao Người khuyết tật châu Á 2018. Tại hai sự kiện thể thao này, sân đã tổ chức các buổi lễ và các nội dung thi đấu môn điền kinh. Sức chứa 88.083 chỗ ngồi của sân khiến sân trở thành sân vận động bóng đá lớn thứ 7 trên thế giới. Sau lần cải tạo gần đây nhất, khi tất cả các bậc thang trên khán đài được thay thế bằng các ghế ngồi đơn, đây là sân vận động bóng đá lớn thứ 28 trên thế giới và là sân vận động bóng đá lớn thứ 8 ở châu Á.

## Lịch sử

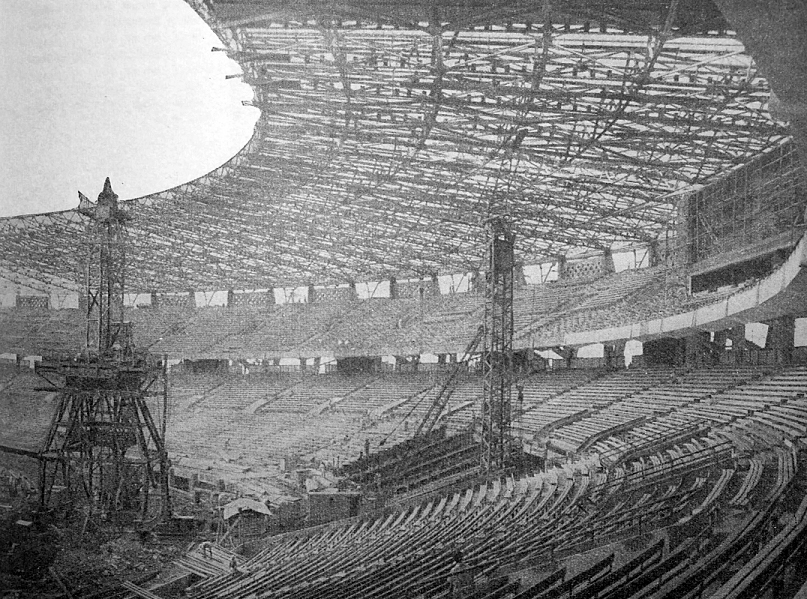
Sân vận động đang được xây dựng, tháng 4 năm 1962

Công việc xây dựng sân vận động được bắt đầu vào ngày 8 tháng 2 năm 1960 và hoàn thành vào ngày 21 tháng 7 năm 1962, để tổ chức Đại hội Thể thao châu Á 1962 vào tháng sau. Công việc xây dựng sân được tài trợ một phần thông qua một khoản vay đặc biệt từ Liên Xô (Nga ngày nay). Sân vận động có sức chứa ban đầu là 110.000 chỗ ngồi, sau đó đã giảm xuống còn 88.306 chỗ ngồi sau khi sân được cải tạo cho Cúp bóng đá châu Á 2007. Sân vận động này nổi tiếng với mái che hình chiếc nhẫn (được gọi là temu gelang, nghĩa là chiếc nhẫn khổng lồ), được thiết kế để che phủ cho khán giả và tăng vẻ hùng vĩ của sân vận động.

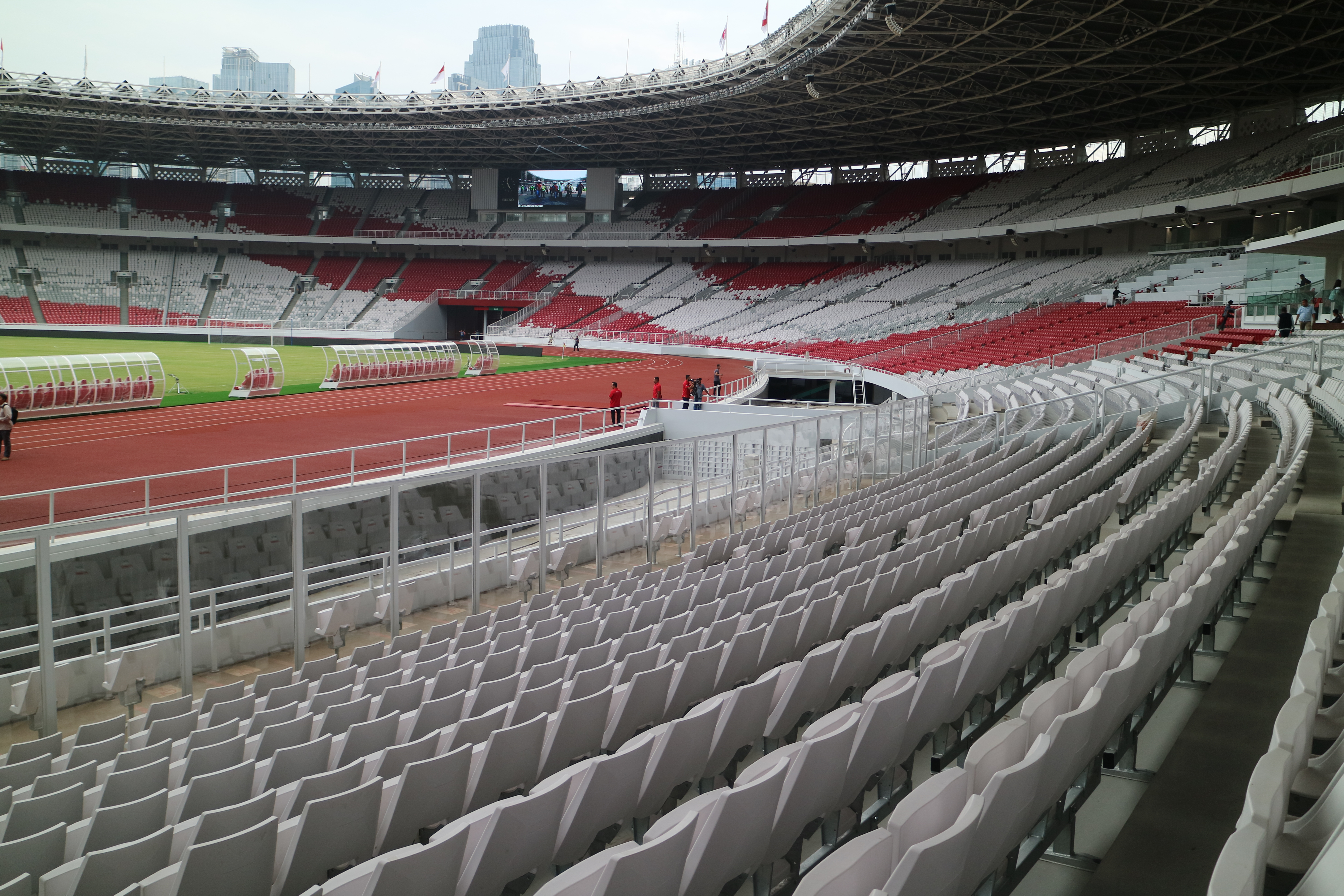
Sân vận động với ghế ngồi mới, tháng 1 năm 2018

Mặc dù sân vận động này thường được biết đến với tên gọi là Sân vận động Gelora Bung Karno (Stadion Gelora Bung Karno) hoặc Sân vận động GBK, tên gọi chính thức của sân là Sân vận động chính Gelora Bung Karno (Stadion Utama Gelora Bung Karno). Các địa điểm thể thao khác trong Khu liên hợp thể thao Gelora Bung Karno cũng đều có tên gọi "Gelora Bung Karno", chẳng hạn như Cung thể thao và sân vận động phụ. Sân được gọi là Sân vận động chính Senajan (EYD: Senayan) từ khi được khánh thành cho đến khi Asiad 1962 kết thúc, khi khu liên hợp thể thao được đổi tên thành Gelora Bung Karno theo Nghị định của Tổng thống ban hành vào ngày 24 tháng 9 năm 1962, hai mươi ngày sau khi Asiad kết thúc. Trong kỷ nguyên Trật tự Mới, khu liên hợp được đổi tên thành "Khu liên hợp Gelora Senayan" và sân vận động được đổi tên thành "Sân vận động chính Gelora Senayan" vào năm 1969 theo chính sách "phi Sukarno hóa" của Tổng thống Suharto. Sau khi chế độ độc tài sụp đổ, tên gọi "Gelora Bung Karno" của khu liên hợp đã được Tổng thống Abdurrahman Wahid phục hồi lại trong một nghị định có hiệu lực từ ngày 17 tháng 1 năm 2001.
Sân vận động này là địa điểm chính của Đại hội Thể thao châu Á 2018 và Đại hội Thể thao Người khuyết tật châu Á 2018. Tại hai sự kiện thể thao này, sân đã tổ chức các buổi lễ và các nội dung thi đấu môn điền kinh. Để chuẩn bị cho hai sự kiện trên, sân đã được cải tạo toàn diện; Để đáp ứng các tiêu chuẩn của FIFA, tất cả ghế ngồi hiện có của sân vận động đã được thay thế, bao gồm cả các bậc thang trên khán đài, biến sân thành một sân vận động toàn chỗ ngồi với sức chứa 77.193 chỗ ngồi. Sân được lắp đặt ghế ngồi mới với ba màu đỏ, trắng và xám – lấy cảm hứng từ quốc kỳ Indonesia. Một hệ thống chiếu sáng LED mới với độ sáng cao hơn cũng đã được lắp đặt, với 620 đèn chiếu sáng và hệ thống chiếu sáng RGB được lắp đặt bên ngoài mặt tiền của sân vận động. Các tuyến giao thông kết nối đến sân vận động cũng được cải thiện.
Trận chung kết Perserikatan 1985 giữa Persib Bandung và PSMS Medan được tổ chức tại sân vận động đã trở thành trận đấu bóng đá nghiệp dư có số lượng khán giả dự khán cao nhất, với 150.000 khán giả đến sân. PSMS Medan đã giành chiến thắng trong trận đấu này.

## Các sự kiện được tổ chức
Sân vận động GBK đã tổ chức trận chung kết Asian Cup 2007 giữa Iraq và Ả Rập Xê Út và dự kiến sẽ tổ chức trận chung kết Giải vô địch bóng đá U-20 thế giới 2023. Các giải đấu khác được tổ chức tại đây là một số trận chung kết AFF Cup và trận chung kết cúp quốc nội.

### Quốc tế
- Chủ nhà của Đại hội Thể thao châu Á (1962 và 2018)
- Chủ nhà của Đại hội Thể thao Người khuyết tật châu Á 2018
- Chủ nhà của Đại hội thể thao các quốc gia mới nổi 1963
- Chủ nhà của trận đấu quyền Anh giữa Muhammad Ali và Rudie Lubbers vào ngày 20 tháng 10 năm 1973
- Chủ nhà của Đại hội Thể thao Đông Nam Á (1979, 1987, 1997, và 2011)
- Chủ nhà của Giải vô địch điền kinh châu Á (1985, 1995, và 2000)
- Chủ nhà của 9 trong 10 trận đấu bảng A, các trận bán kết, trận đấu play-off tranh hạng ba, và trận chung kết tại Cúp Tiger 2002
- Chủ nhà của Giải vô địch bóng đá các câu lạc bộ ASEAN 2003
- Chủ nhà của trận bán kết lượt đi với Malaysia và trận chung kết lượt đi với Singapore tại Cúp Tiger 2004
- Chủ nhà của 5 trong 6 trận đấu bảng D, trận tứ kết giữa Ả Rập Xê Út và Uzbekistan, và trận chung kết tại Cúp bóng đá châu Á 2007
- Chủ nhà của trận bán kết lượt đi với Thái Lan tại AFF Suzuki Cup 2008
- Chủ nhà của chuyến du đấu sau mùa giải 2008 của FC Bayern München
- Chủ nhà của 5 trong 6 trận đấu bảng A, các trận bán kết lượt đi và lượt về với Philippines, và trận chung kết lượt về với Malaysia tại AFF Suzuki Cup 2010
- Chủ nhà của chuyến du đấu châu Á-Thái Bình Dương sau mùa giải 2011 của LA Galaxy
- Chủ nhà của tất cả 2 trận đấu trong chuyến du đấu sau mùa giải 2012 của Inter Milan
- Chủ nhà của chuyến du đấu châu Á trước mùa giải 2012 của Valencia CF (trận đấu duy nhất bên ngoài châu Âu của câu lạc bộ)
- Chủ nhà của chuyến du đấu châu Á trước mùa giải 2013 của Arsenal F.C.
- Chủ nhà của chuyến du đấu châu Á trước mùa giải 2013 của Liverpool F.C.
- Chủ nhà của chuyến du đấu châu Á trước mùa giải 2013 của Chelsea F.C.
- Chủ nhà của chuyến du đấu châu Á trước mùa giải 2014 của Juventus F.C.
- Chủ nhà của trận đấu Asian Dream Cup 2014 giữa Indonesia và Park Ji-sung and Friends, đội bóng gồm các cầu thủ bóng đá và người nổi tiếng, trong đó có các thành viên của Running Man
- Chủ nhà của chuyến du đấu châu Á trước mùa giải 2015 của A.S. Roma
- Chủ nhà của Giải vô địch bóng đá U-19 châu Á 2018
- Chủ nhà của các trận đấu trên sân nhà của Indonesia tại Giải vô địch bóng đá Đông Nam Á 2018
- Chủ nhà của Giải vô địch bóng đá U-20 thế giới 2023
- Chủ nhà của Liga 2 (chỉ trận đấu play-off tranh hạng ba và trận chung kết)

## Kết quả giải đấu

### Đại hội Thể thao Đông Nam Á 1979
| Ngày                | Thời gian (UTC+07) | Đội #1    | Kết quả     | Đội #2    | Vòng                    | Khán giả |
| ------------------- | ------------------ | --------- | ----------- | --------- | ----------------------- | -------- |
| 22 tháng 9 năm 1979 |                    | Indonesia | 3–0         | Singapore | Vòng bảng               | N/A      |
| 23 tháng 9 năm 1979 |                    | Thái Lan  | 1–0         | Myanmar   | Vòng bảng               | N/A      |
| 23 tháng 9 năm 1979 |                    | Singapore | 0–2         | Malaysia  | Vòng bảng               | N/A      |
| 23 tháng 9 năm 1979 |                    | Indonesia | 1–3         | Thái Lan  | Vòng bảng               | N/A      |
| 25 tháng 9 năm 1979 |                    | Malaysia  | 0–0         | Myanmar   | Vòng bảng               | N/A      |
| 25 tháng 9 năm 1979 |                    | Singapore | 2–2         | Thái Lan  | Vòng bảng               | N/A      |
| 26 tháng 9 năm 1979 |                    | Myanmar   | 1–2         | Singapore | Vòng bảng               | N/A      |
| 26 tháng 9 năm 1979 |                    | Indonesia | 0–0         | Malaysia  | Vòng bảng               | N/A      |
| 28 tháng 9 năm 1979 |                    | Malaysia  | 1–0         | Thái Lan  | Vòng bảng               | N/A      |
| 28 tháng 9 năm 1979 |                    | Indonesia | 2–1         | Myanmar   | Vòng bảng               | N/A      |
| 29 tháng 9 năm 1979 |                    | Indonesia | 0–0 (3–1 p) | Thái Lan  | Play-off tranh hạng hai | N/A      |
| 30 tháng 9 năm 1979 |                    | Indonesia | 0–1         | Malaysia  | Tranh huy chương vàng   | 85.000   |

### Đại hội Thể thao Đông Nam Á 1987
| Ngày                | Thời gian (UTC+07) | Đội #1    | Kết quả      | Đội #2   | Vòng                  | Khán giả |
| ------------------- | ------------------ | --------- | ------------ | -------- | --------------------- | -------- |
| 10 tháng 9 năm 1987 |                    | Singapore | 0–0          | Malaysia | Vòng bảng             | N/A      |
| 10 tháng 9 năm 1987 |                    | Thái Lan  | 3–1          | Brunei   | Vòng bảng             | N/A      |
| 12 tháng 9 năm 1987 |                    | Malaysia  | 2–2          | Myanmar  | Vòng bảng             | N/A      |
| 12 tháng 9 năm 1987 |                    | Indonesia | 2–0          | Brunei   | Vòng bảng             | N/A      |
| 14 tháng 9 năm 1987 |                    | Singapore | 0–0          | Myanmar  | Vòng bảng             | N/A      |
| 14 tháng 9 năm 1987 |                    | Indonesia | 0–0          | Thái Lan | Vòng bảng             | N/A      |
| 16 tháng 9 năm 1987 |                    | Thái Lan  | 0–2          | Malaysia | Bán kết               | N/A      |
| 17 tháng 9 năm 1987 |                    | Indonesia | 4–1          | Myanmar  | Bán kết               | 75.000   |
| 19 tháng 9 năm 1987 |                    | Thái Lan  | 4–0          | Myanmar  | Tranh huy chương đồng | N/A      |
| 20 tháng 9 năm 1987 |                    | Indonesia | 1–0 (s.h.p.) | Malaysia | Tranh huy chương vàng | 120.000  |

### Đại hội Thể thao Đông Nam Á 1997
| Ngày                 | Thời gian (UTC+07) | Đội #1    | Kết quả              | Đội #2      | Vòng                  | Khán giả |
| -------------------- | ------------------ | --------- | -------------------- | ----------- | --------------------- | -------- |
| 5 tháng 10 năm 1997  |                    | Việt Nam  | 0–1                  | Malaysia    | Vòng bảng             | N/A      |
| 5 tháng 10 năm 1997  |                    | Indonesia | 5–2                  | Lào         | Vòng bảng             | N/A      |
| 7 tháng 10 năm 1997  |                    | Malaysia  | 4–0                  | Philippines | Vòng bảng             | N/A      |
| 7 tháng 10 năm 1997  |                    | Indonesia | 2–2                  | Việt Nam    | Vòng bảng             | N/A      |
| 9 tháng 10 năm 1997  |                    | Lào       | 4–1                  | Philippines | Vòng bảng             | N/A      |
| 9 tháng 10 năm 1997  |                    | Indonesia | 4–0                  | Malaysia    | Vòng bảng             | N/A      |
| 12 tháng 10 năm 1997 |                    | Indonesia | 2–0                  | Philippines | Vòng bảng             | N/A      |
| 12 tháng 10 năm 1997 |                    | Việt Nam  | 2–1                  | Lào         | Vòng bảng             | N/A      |
| 14 tháng 10 năm 1997 |                    | Việt Nam  | 3–0                  | Philippines | Vòng bảng             | N/A      |
| 14 tháng 10 năm 1997 |                    | Lào       | 1–0                  | Malaysia    | Vòng bảng             | N/A      |
| 16 tháng 10 năm 1997 |                    | Thái Lan  | 2–1                  | Việt Nam    | Bán kết               | N/A      |
| 16 tháng 10 năm 1997 |                    | Indonesia | 2–1                  | Singapore   | Bán kết               | N/A      |
| 18 tháng 10 năm 1997 |                    | Việt Nam  | 1–0                  | Singapore   | Tranh huy chương đồng | N/A      |
| 18 tháng 10 năm 1997 |                    | Indonesia | 1–1 (s.h.p.) (2–4 p) | Thái Lan    | Tranh huy chương vàng | 110.000  |

### Giải vô địch bóng đá Đông Nam Á 2002
| Ngày                 | Thời gian (UTC+07) | Đội #1      | Kết quả              | Đội #2      | Vòng                   | Khán giả |
| -------------------- | ------------------ | ----------- | -------------------- | ----------- | ---------------------- | -------- |
| 15 tháng 12 năm 2002 | 17:05              | Indonesia   | 0–0                  | Myanmar     | Vòng bảng              | 40.000   |
| 15 tháng 12 năm 2002 | 19:35              | Việt Nam    | 9–2                  | Campuchia   | Vòng bảng              | N/A      |
| 17 tháng 12 năm 2002 | 16:05              | Philippines | 1–6                  | Myanmar     | Vòng bảng              | N/A      |
| 17 tháng 12 năm 2002 | 18:35              | Indonesia   | 4–2                  | Campuchia   | Vòng bảng              | 20.000   |
| 19 tháng 12 năm 2002 | 16:05              | Myanmar     | 5–0                  | Campuchia   | Vòng bảng              | N/A      |
| 19 tháng 12 năm 2002 | 18:35              | Việt Nam    | 4–1                  | Philippines | Vòng bảng              | N/A      |
| 21 tháng 12 năm 2002 | 16:05              | Campuchia   | 1–0                  | Philippines | Vòng bảng              | N/A      |
| 21 tháng 12 năm 2002 | 18:35              | Indonesia   | 2–2                  | Việt Nam    | Vòng bảng              | 30.000   |
| 23 tháng 12 năm 2002 | 18:35              | Indonesia   | 13–1                 | Philippines | Vòng bảng              | 50.340   |
| 27 tháng 12 năm 2002 | 16:00              | Việt Nam    | 0–4                  | Thái Lan    | Bán kết                | N/A      |
| 27 tháng 12 năm 2002 | 19:00              | Indonesia   | 1–0                  | Malaysia    | Bán kết                | 50.000   |
| 29 tháng 12 năm 2002 | 16:00              | Việt Nam    | 2–1                  | Malaysia    | Play-off tranh hạng ba | N/A      |
| 29 tháng 12 năm 2002 | 19:00              | Indonesia   | 2–2 (s.h.p.) (2–4 p) | Thái Lan    | Chung kết              | 100.000  |

### Giải vô địch bóng đá Đông Nam Á 2004
| Ngày                 | Thời gian (UTC+07) | Đội #1    | Kết quả | Đội #2    | Vòng              | Khán giả |
| -------------------- | ------------------ | --------- | ------- | --------- | ----------------- | -------- |
| 28 tháng 12 năm 2004 | 19:45              | Indonesia | 1–2     | Malaysia  | Bán kết lượt đi   | N/A      |
| 8 tháng 1 năm 2005   | 19:45              | Indonesia | 1–3     | Singapore | Chung kết lượt đi | N/A      |

### Cúp bóng đá châu Á 2007
| Ngày                | Thời gian (UTC+07) | Đội #1      | Kết quả | Đội #2      | Vòng      | Khán giả |
| ------------------- | ------------------ | ----------- | ------- | ----------- | --------- | -------- |
| 10 tháng 7 năm 2007 | 17:15              | Indonesia   | 2–1     | Bahrain     | Bảng D    | 60.000   |
| 11 tháng 7 năm 2007 | 19:30              | Hàn Quốc    | 1–1     | Ả Rập Xê Út | Bảng D    | 15.000   |
| 14 tháng 7 năm 2007 | 19:30              | Ả Rập Xê Út | 2–1     | Indonesia   | Bảng D    | 88.000   |
| 15 tháng 7 năm 2007 | 19:30              | Bahrain     | 2–1     | Hàn Quốc    | Bảng D    | 9.000    |
| 18 tháng 7 năm 2007 | 17:15              | Indonesia   | 0–1     | Hàn Quốc    | Bảng D    | 88.000   |
| 22 tháng 7 năm 2007 | 20:15              | Ả Rập Xê Út | 2–1     | Uzbekistan  | Tứ kết    | 12.000   |
| 29 tháng 7 năm 2007 | 19:30              | Iraq        | 1–0     | Ả Rập Xê Út | Chung kết | 60.000   |

### Giải vô địch bóng đá Đông Nam Á 2008
| Ngày                 | Thời gian (UTC+07) | Đội #1    | Kết quả | Đội #2    | Vòng            | Khán giả |
| -------------------- | ------------------ | --------- | ------- | --------- | --------------- | -------- |
| 5 tháng 12 năm 2008  | 17:00              | Singapore | 5–0     | Campuchia | Vòng bảng       | 18.000   |
| 5 tháng 12 năm 2008  | 19:30              | Indonesia | 3–0     | Myanmar   | Vòng bảng       | 40.000   |
| 7 tháng 12 năm 2008  | 17:00              | Singapore | 3–1     | Myanmar   | Vòng bảng       | 21.000   |
| 7 tháng 12 năm 2008  | 19:30              | Campuchia | 0–4     | Indonesia | Vòng bảng       | 30.000   |
| 9 tháng 12 năm 2008  | 19:30              | Indonesia | 0–2     | Singapore | Vòng bảng       | 50.000   |
| 16 tháng 12 năm 2008 | 19:00              | Indonesia | 0–1     | Thái Lan  | Bán kết lượt đi | 70.000   |

### Giải vô địch bóng đá Đông Nam Á 2010
| Ngày                 | Thời gian (UTC+07) | Đội #1      | Kết quả | Đội #2      | Vòng              | Khán giả |
| -------------------- | ------------------ | ----------- | ------- | ----------- | ----------------- | -------- |
| 1 tháng 12 năm 2010  | 17:00              | Thái Lan    | 2–2     | Lào         | Vòng bảng         | N/A      |
| 1 tháng 12 năm 2010  | 19:30              | Indonesia   | 5–1     | Malaysia    | Vòng bảng         | 62.000   |
| 4 tháng 12 năm 2010  | 17:00              | Thái Lan    | 0–0     | Malaysia    | Vòng bảng         | N/A      |
| 4 tháng 12 năm 2010  | 19:30              | Lào         | 0–6     | Indonesia   | Vòng bảng         | N/A      |
| 7 tháng 12 năm 2010  | 19:30              | Indonesia   | 2–1     | Thái Lan    | Vòng bảng         | 65.000   |
| 16 tháng 12 năm 2010 | 19:00              | Philippines | 0–1     | Indonesia   | Bán kết lượt đi   | 70.000   |
| 19 tháng 12 năm 2010 | 19:00              | Indonesia   | 1–0     | Philippines | Bán kết lượt về   | 88.000   |
| 29 tháng 12 năm 2010 | 19:00              | Indonesia   | 2–1     | Malaysia    | Chung kết lượt về | 88.000   |

### Đại hội Thể thao Đông Nam Á 2011
| Ngày                 | Thời gian (UTC+07) | Đội #1    | Kết quả              | Đội #2      | Vòng                  | Khán giả |
| -------------------- | ------------------ | --------- | -------------------- | ----------- | --------------------- | -------- |
| 3 tháng 11 năm 2011  | 16:00              | Việt Nam  | 3–1                  | Philippines | Vòng bảng             | N/A      |
| 3 tháng 11 năm 2011  | 19:00              | Lào       | 2–3                  | Myanmar     | Vòng bảng             | N/A      |
| 7 tháng 11 năm 2011  | 16:00              | Singapore | 0–0                  | Malaysia    | Vòng bảng             | N/A      |
| 7 tháng 11 năm 2011  | 19:00              | Indonesia | 6–0                  | Lào         | Vòng bảng             | N/A      |
| 9 tháng 11 năm 2011  | 16:00              | Malaysia  | 2–1                  | Thái Lan    | Vòng bảng             | N/A      |
| 9 tháng 11 năm 2011  | 19:00              | Campuchia | 1–2                  | Singapore   | Vòng bảng             | N/A      |
| 11 tháng 11 năm 2011 | 14:00              | Singapore | 0–2                  | Indonesia   | Vòng bảng             | N/A      |
| 11 tháng 11 năm 2011 | 17:00              | Thái Lan  | 4–0                  | Campuchia   | Vòng bảng             | N/A      |
| 13 tháng 11 năm 2011 | 16:00              | Malaysia  | 4–1                  | Campuchia   | Vòng bảng             | N/A      |
| 13 tháng 11 năm 2011 | 19:00              | Indonesia | 3–1                  | Thái Lan    | Vòng bảng             | N/A      |
| 17 tháng 11 năm 2011 | 16:00              | Thái Lan  | 0–2                  | Singapore   | Vòng bảng             | N/A      |
| 17 tháng 11 năm 2011 | 19:00              | Indonesia | 0–1                  | Malaysia    | Vòng bảng             | N/A      |
| 19 tháng 11 năm 2011 | 16:00              | Malaysia  | 1–0                  | Myanmar     | Bán kết               | N/A      |
| 19 tháng 11 năm 2011 | 19:00              | Việt Nam  | 0–2                  | Indonesia   | Bán kết               | N/A      |
| 21 tháng 11 năm 2011 | 16:00              | Myanmar   | 4–1                  | Việt Nam    | Tranh huy chương đồng | N/A      |
| 21 tháng 11 năm 2011 | 19:30              | Malaysia  | 1–1 (s.h.p.) (4–3 p) | Indonesia   | Tranh huy chương vàng | N/A      |

### Giải vô địch bóng đá U-19 châu Á 2018
| Ngày                 | Thời gian (UTC+07) | Đội #1            | Kết quả      | Đội #2            | Vòng      | Khán giả |
| -------------------- | ------------------ | ----------------- | ------------ | ----------------- | --------- | -------- |
| 18 tháng 10 năm 2018 | 16:00              | UAE               | 2–1          | Qatar             | Vòng bảng | 2.124    |
| 18 tháng 10 năm 2018 | 19:00              | Indonesia         | 3–1          | Đài Bắc Trung Hoa | Vòng bảng | 17.320   |
| 21 tháng 10 năm 2018 | 16:00              | Đài Bắc Trung Hoa | 1–8          | UAE               | Vòng bảng | 4.781    |
| 21 tháng 10 năm 2018 | 19:00              | Qatar             | 6–5          | Indonesia         | Vòng bảng | 38.217   |
| 24 tháng 10 năm 2018 | 19:00              | Indonesia         | 1–0          | UAE               | Vòng bảng | 30.022   |
| 28 tháng 10 năm 2018 | 16:00              | Qatar             | 7–3 (s.h.p.) | Thái Lan          | Tứ kết    | 16.758   |
| 28 tháng 10 năm 2018 | 19:30              | Nhật Bản          | 2–0          | Indonesia         | Tứ kết    | 60.154   |

### Giải vô địch bóng đá Đông Nam Á 2018
| Ngày                 | Thời gian (UTC+07) | Đội #1    | Kết quả | Đội #2      | Vòng      | Khán giả |
| -------------------- | ------------------ | --------- | ------- | ----------- | --------- | -------- |
| 13 tháng 11 năm 2018 | 19:00              | Indonesia | 3–1     | Đông Timor  | Vòng bảng | 15.138   |
| 25 tháng 11 năm 2018 | 19:00              | Indonesia | 0–0     | Philippines | Vòng bảng | 15.436   |

### Giải vô địch bóng đá Đông Nam Á 2022
| Ngày                 | Thời gian (UTC+07) | Đội #1    | Kết quả | Đội #2    | Vòng      | Khán giả |
| -------------------- | ------------------ | --------- | ------- | --------- | --------- | -------- |
| 23 tháng 12 năm 2022 | 19:30              | Indonesia | 2–1     | Campuchia | Vòng bảng | 25.332   |
| 29 tháng 12 năm 2022 | 16:30              | Indonesia | 1–1     | Thái Lan  | Vòng bảng | 49.985   |
| 6 tháng 1 năm 2023   | 16:30              | Indonesia | 0–0     | Việt Nam  | Vòng bảng | 49.595   |

## Sử dụng cho các sự kiện khác

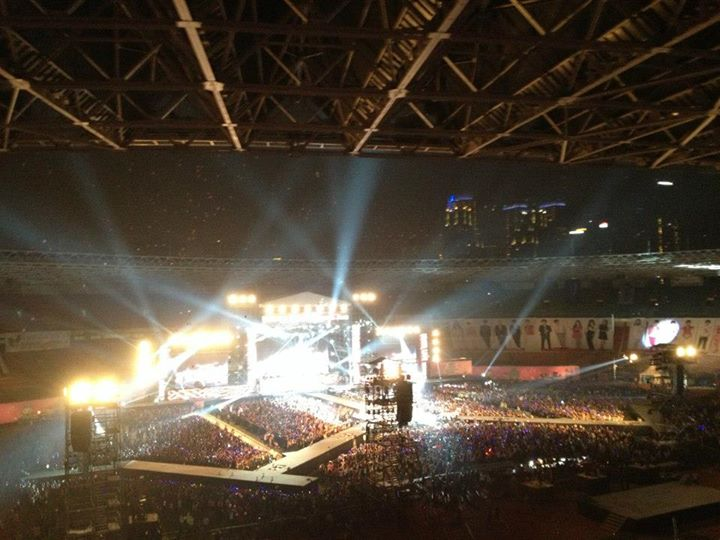
SMTown Live World Tour III tại Sân vận động GBK, 2012

Ngoài thể thao, sân vận động còn được sử dụng cho các sự kiện khác như nghi lễ quốc gia, hội nghị chính trị, kỳ thi tuyển sinh, sự kiện tôn giáo, buổi hòa nhạc, v.v. Các sự kiện đáng chú ý bao gồm:
- Thánh lễ Công giáo do Giáo hoàng Gioan Phaolô II chủ trì, 9 tháng 10 năm 1989[17]
- Kỷ niệm 100 năm Ngày thức tỉnh quốc gia Indonesia, 20 tháng 5 năm 2008[18]
- Cuộc vận động chính trị cho cả bầu cử quốc hội và bầu cử tổng thống vào các năm 2004, 2009, 2014 và 2019. Chiến dịch ngày cuối cùng của cả hai ứng viên tổng thống trong cuộc bầu cử tổng thống năm 2019 đã được tổ chức tại sân vận động này. Chiến dịch ngày cuối cùng của mỗi ứng viên được tổ chức lần lượt vào ngày 7 và 13 tháng 4 năm 2019. Chiến dịch ngày cuối cùng của mỗi ứng viên có sự tham gia của hơn 77.000 người ủng hộ. Chiến dịch này được coi là cuộc vận động kéo dài một ngày có số lượng người tham dự cao nhất trong lịch sử chiến dịch tranh cử tổng thống Indonesia.[19]
- Sự kiện Giáng sinh do Nhà thờ Bethel Indonesia phối hợp tổ chức cho toàn khu từ năm 2006 đến nay (chỉ vắng mặt trong năm 2012)
- Dịch vụ Giáng sinh của Nhà thờ Tiberias Indonesia từ năm 2000 đến nay (trừ năm 2016 và 2017)[20]
- Kỷ niệm HKBP (lần thứ 147 vào năm 2007 và lần thứ 150 vào năm 2011)
- Kỷ niệm 85 năm Nahdlatul Ulama (2011)[21]
- Hội nghị Khalifah của Hizb ut-Tahrir Indonesia, 6 tháng 6 năm 2013[22]
- Kỳ thi tuyển sinh của hàng nghìn ứng viên công chức Bộ Y tế Indonesia vào ngày 3 tháng 11 năm 2013[23]
- Một trong những địa điểm ở Jakarta được sử dụng để tiêm vắc xin phòng COVID-19 với 60.000 liều vắc xin, 11 tháng 7 năm 2021[24]

## Buổi hòa nhạc
| Ngày                   | Nghệ sĩ | Sự kiện                                                 | Khán giả |
| ---------------------- | --- | ------------------------------------------------------- | -------- |
| 2 tháng 4 năm 1972     | Bee Gees | Trafalgar Tour                                          | 60.000   |
| 4–5 tháng 12 năm 1975  | Deep Purple | —                                                       | 150.000  |
| 30 tháng 12 năm 1988   | Mick Jagger | —                                                       | 70.000   |
| Tháng 12 năm 1993      | Michael Jackson | Dangerous World Tour                                    | Đã hủy   |
| 21 tháng 9 năm 2011    | Linkin Park | A Thousand Suns World Tour                              | 25.000   |
| 3 tháng 6 năm 2012     | Lady Gaga | Born This Way Ball                                      | Đã hủy   |
| 22 tháng 9 năm 2012    | Người biểu diễn - Kangta BoA TVXQ Super Junior Super Junior-M f(x) SHINee Girls' Generation EXO                                                                                                 | SM Town Live World Tour III                             | 50.000   |
| 9 tháng 3 năm 2013     | Người biểu diễn - Super Junior Eru Sistar Teen Top 2PM BEAST SHINee INFINITE | Music Bank World Tour                                   | 25.000   |
| 25 tháng 8 năm 2013    | Metallica | Metallica Summer Tour 2013                              | 60.000   |
| 13 tháng 12 năm 2013   | Slank | —                                                       | —        |
| 23 tháng 8 năm 2014    | Người biểu diễn - Super Junior-M Noah Mahadewa Ungu Kotak Repvblik Agnez Mo Ayu Ting Ting Al, El, Dul Regina Ivanova Fatin Shidqia Novita Dewi Nowela Auparay Husein Alatas JKT48 Bastian Steel | Kỷ niệm 25 năm phát sóng RCTI                           | —        |
| 25 tháng 3 năm 2015    | One Direction | On the Road Again Tour                                  | 43.032   |
| 11 tháng 9 năm 2015    | Bon Jovi | Bon Jovi Live!                                          | 40.000   |
| 8 tháng 11 năm 2018    | Guns N' Roses | Not in This Lifetime... Tour                            | 31.167   |
| 3 tháng 5 năm 2019     | Ed Sheeran | ÷ Tour                                                  | 48.959   |
| 28 tháng 11 năm 2020   | Raisa | Raisa Live in Concert at Gelora Bung Karno Main Stadium | Đã hủy   |
| 11–12 tháng 3 năm 2023 | Blackpink | Born Pink World Tour                                    | 113.740  |

113.740

## Giao thông

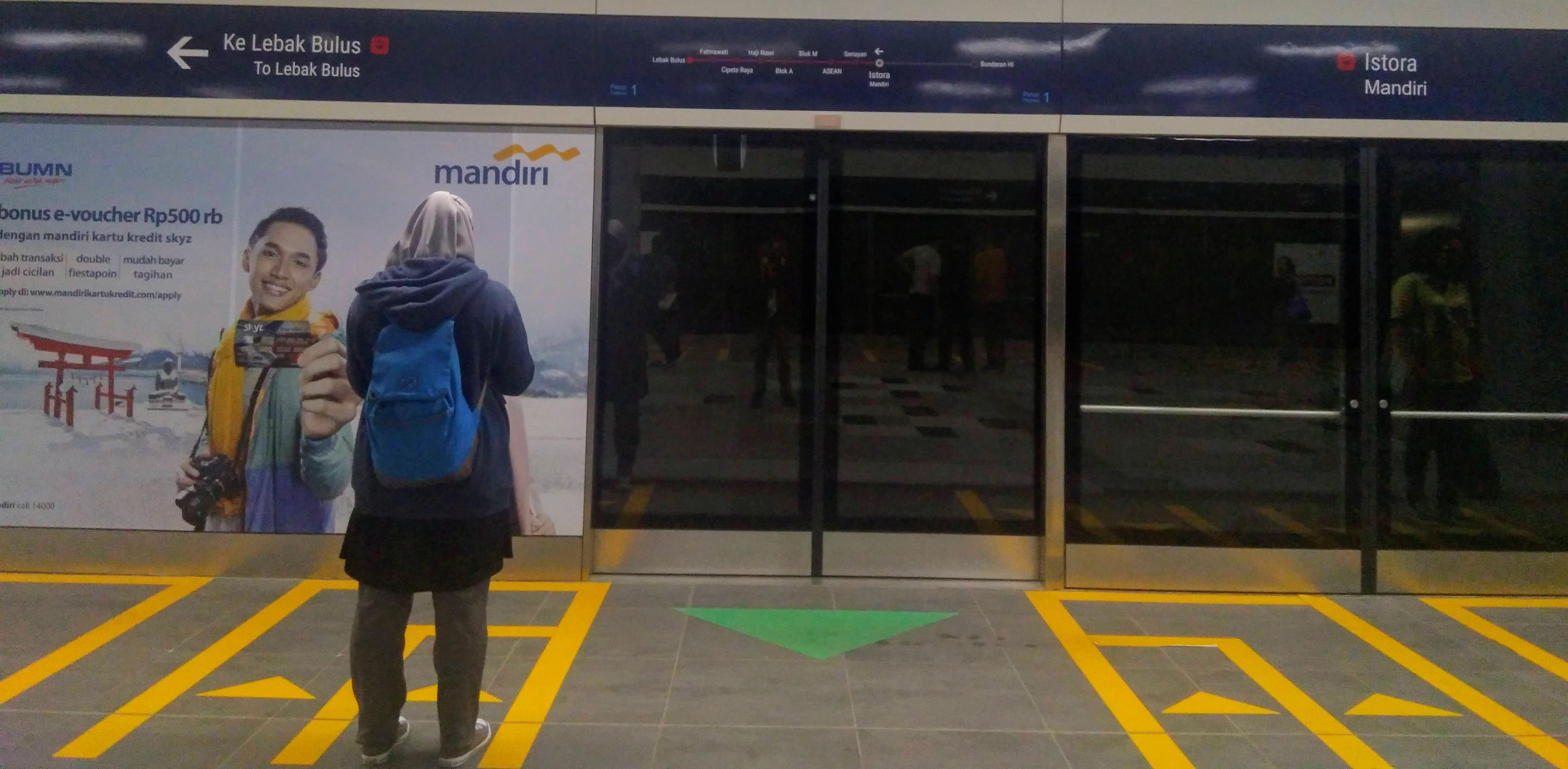
Ga MRT Istora Mandiri, ga thuộc MRT Jakarta gần nhất với khu liên hợp thể thao

KRL Commuterline kết nối với sân vận động qua ga xe lửa Palmerah gần đó, trong khi MRT Jakarta kết nối với sân qua ga Istora Mandiri. Hai tuyến xe buýt của BRT TransJakarta cũng phục vụ khu liên hợp. Một phần mở rộng của LRT Đại Jakarta (hiện đang được xây dựng) cũng được lên kế hoạch phục vụ khu vực phía tây của khu liên hợp.

## Hình ảnh

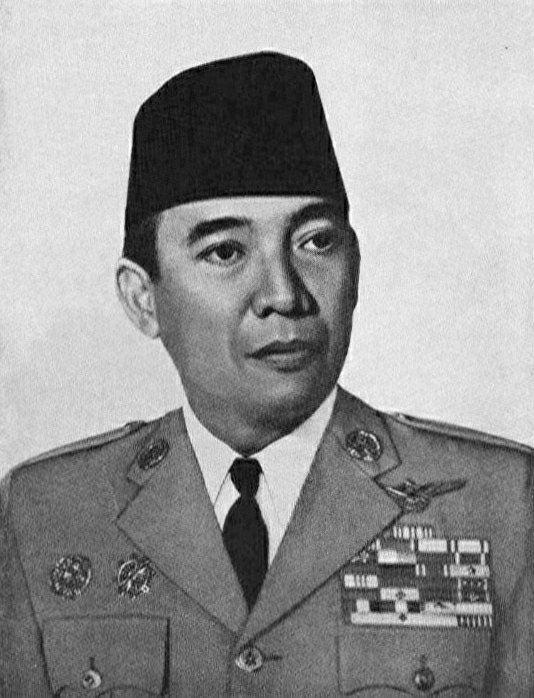
Tổng thống Sukarno, tên gọi của sân vận động
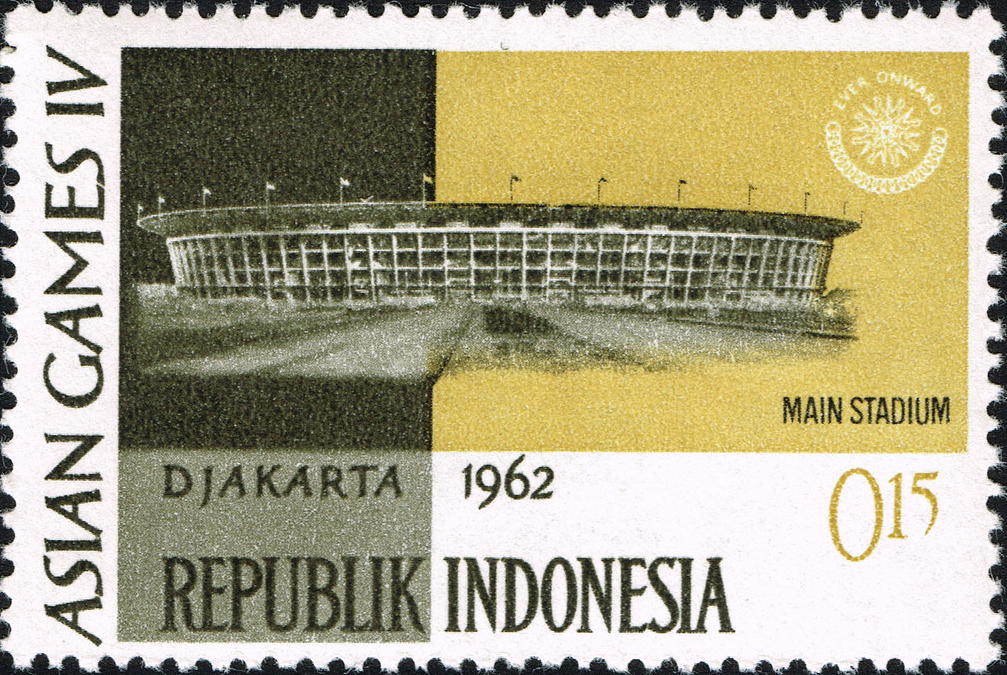
Hình ảnh sân vận động trong tem kỷ niệm Đại hội Thể thao châu Á 1962
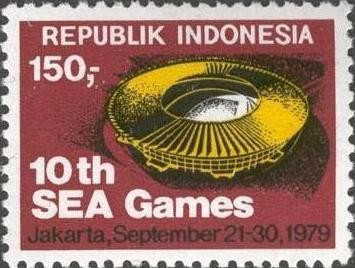
Hình ảnh sân vận động trong tem kỷ niệm Đại hội Thể thao Đông Nam Á 1979
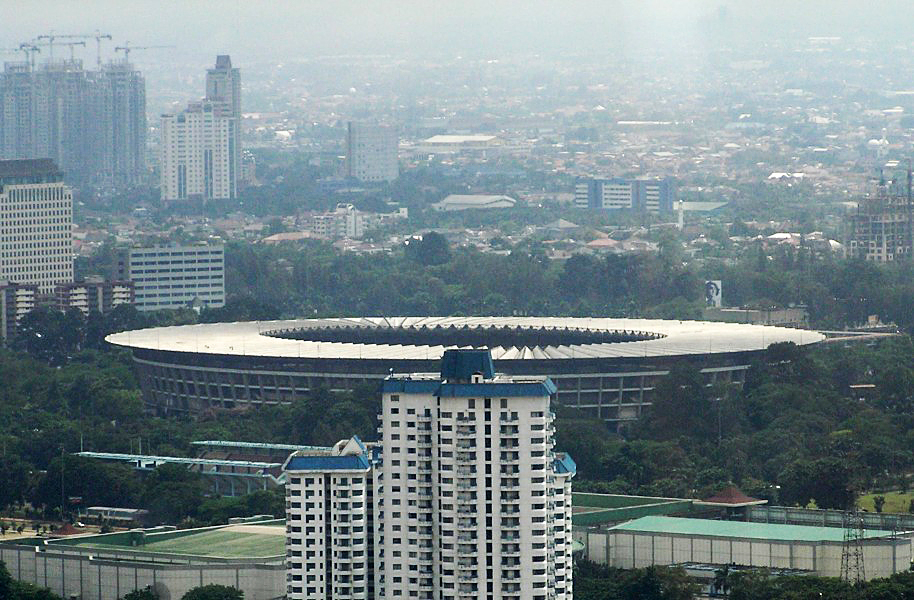
Quang cảnh sân vận động chính nhìn từ tầng 46 của Wisma 46
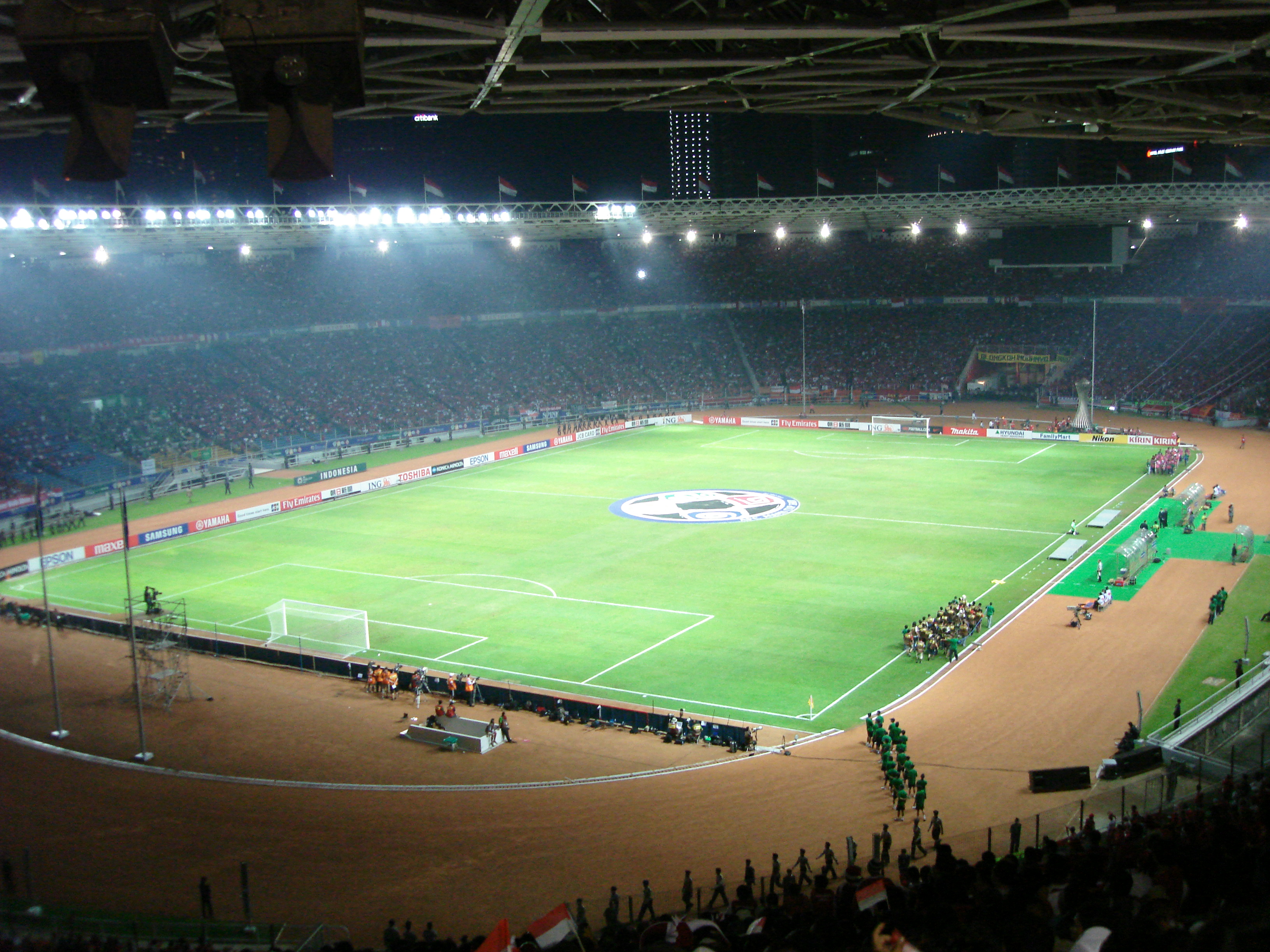
Sân vận động trong thời gian diễn ra Cúp bóng đá châu Á 2007 (Indonesia vs Ả Rập Xê Út)
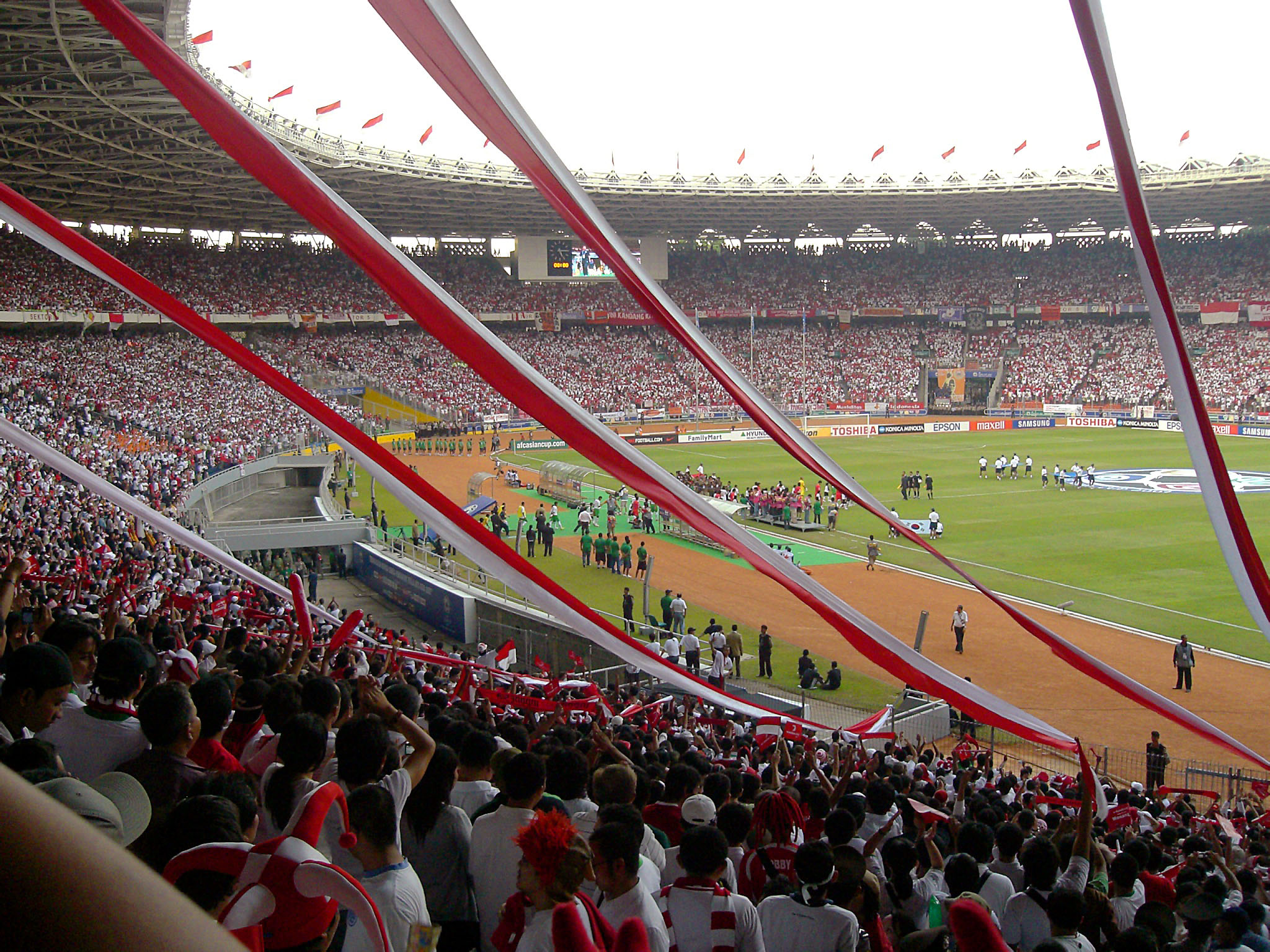
Sân vận động GBK tổ chức trận đấu tại Asian Cup 2007 (Indonesia vs Hàn Quốc)
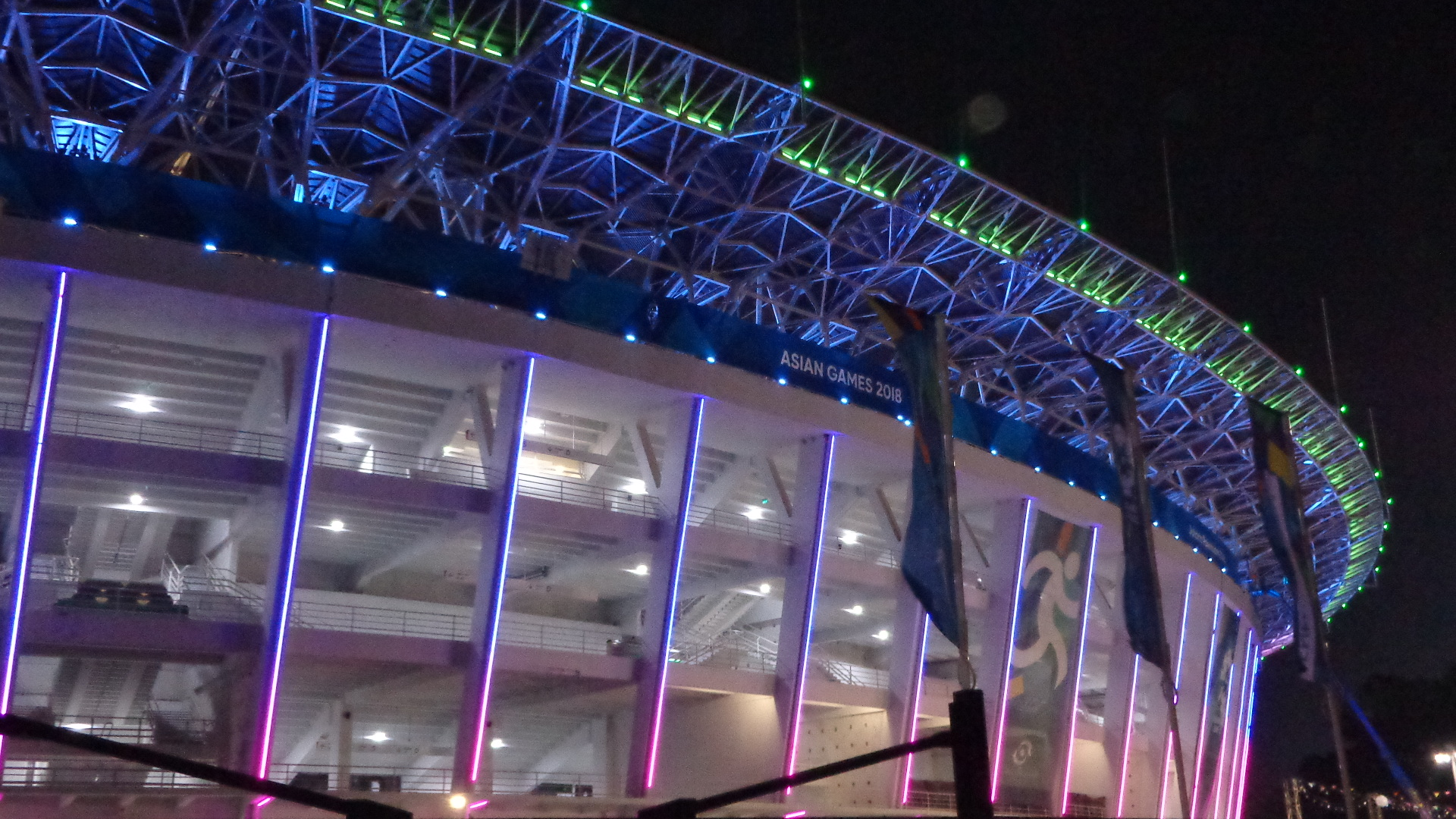
Hệ thống đèn LED nhiều màu được lắp đặt bên ngoài mặt tiền của sân vận động
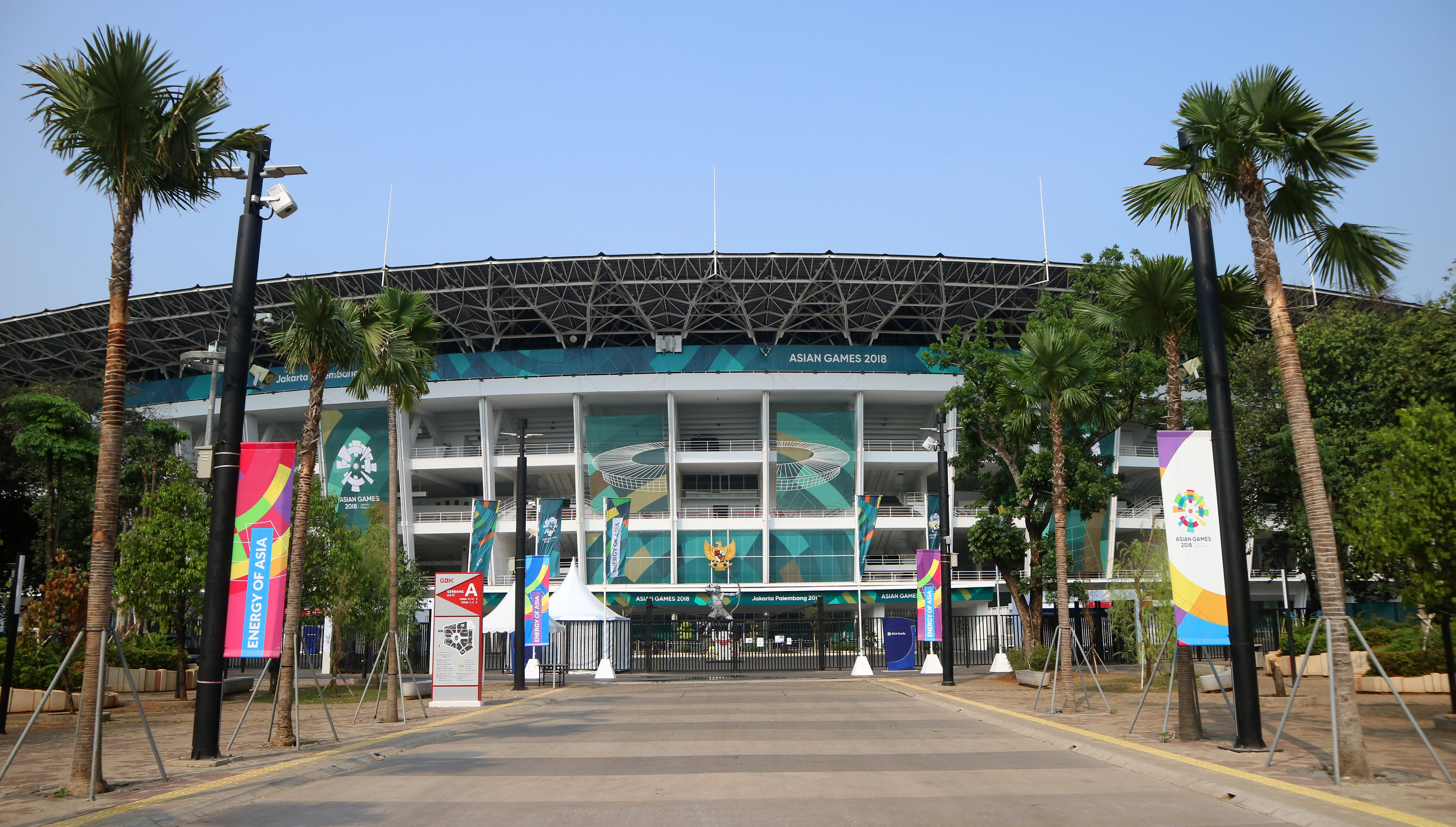
Khu vực phía tây của sân vận động
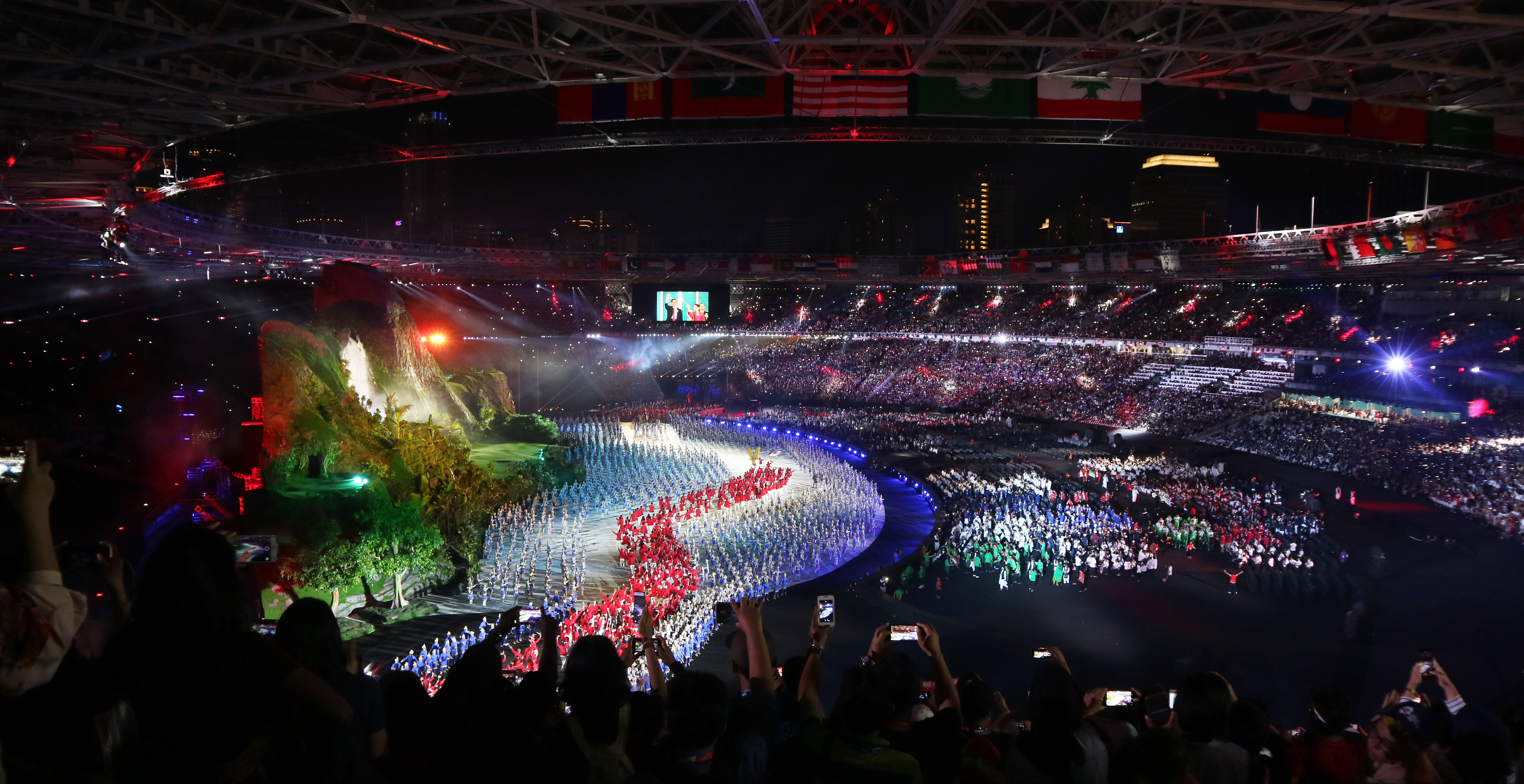
Sân vận động trong lễ khai mạc Đại hội Thể thao châu Á 2018
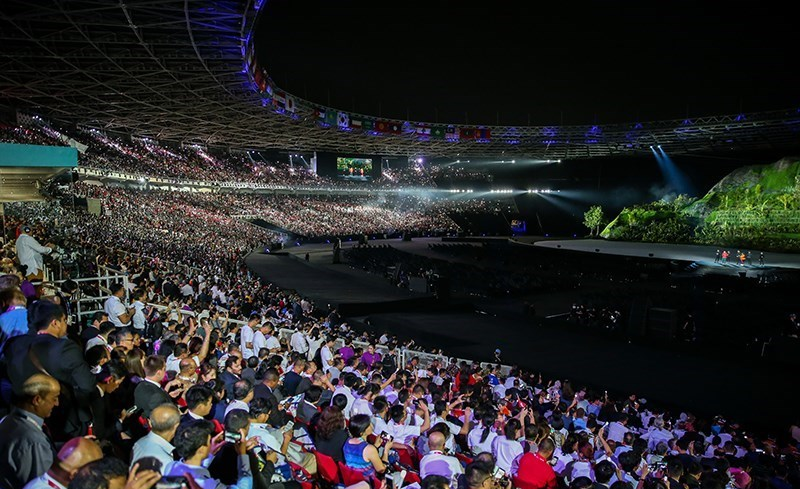
Sân vận động trong lễ khai mạc Đại hội Thể thao châu Á 2018
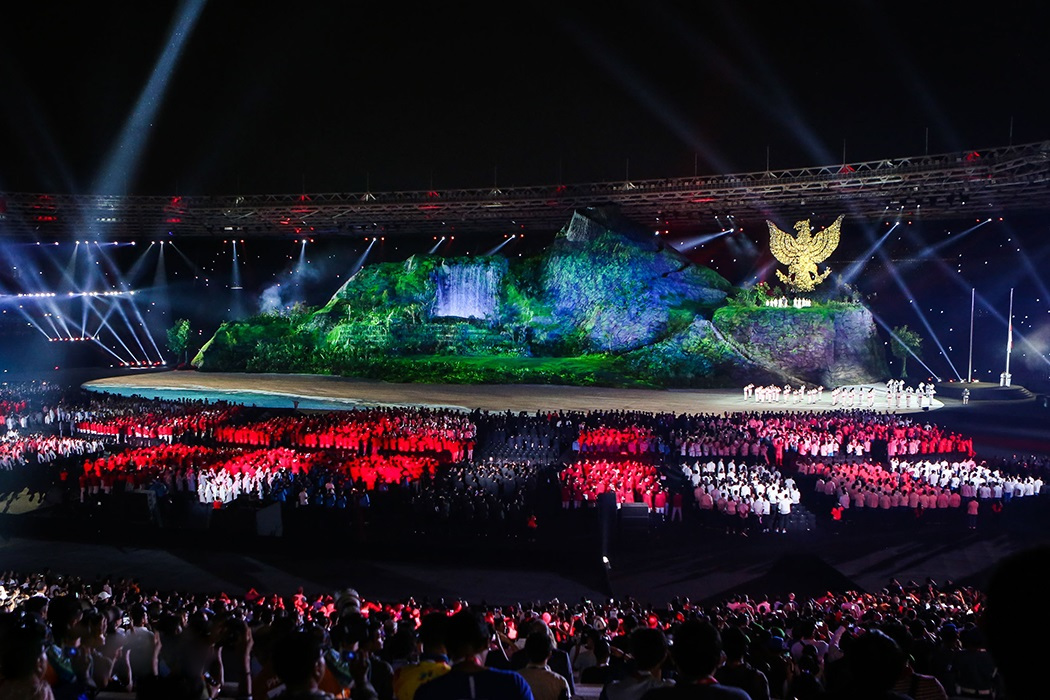
Sân vận động trong lễ khai mạc Đại hội Thể thao châu Á 2018
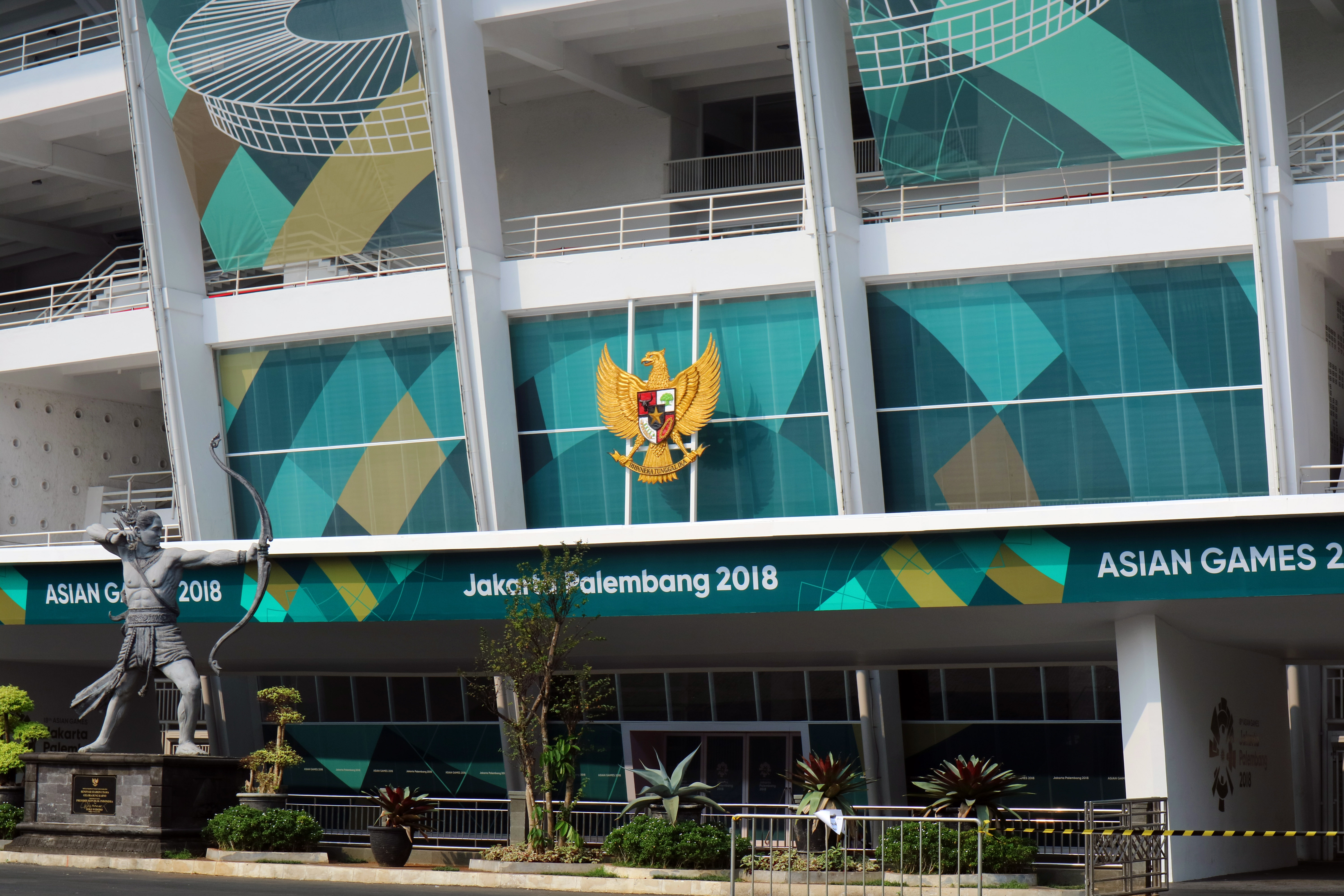
Garuda Pancasila tại sân vận động
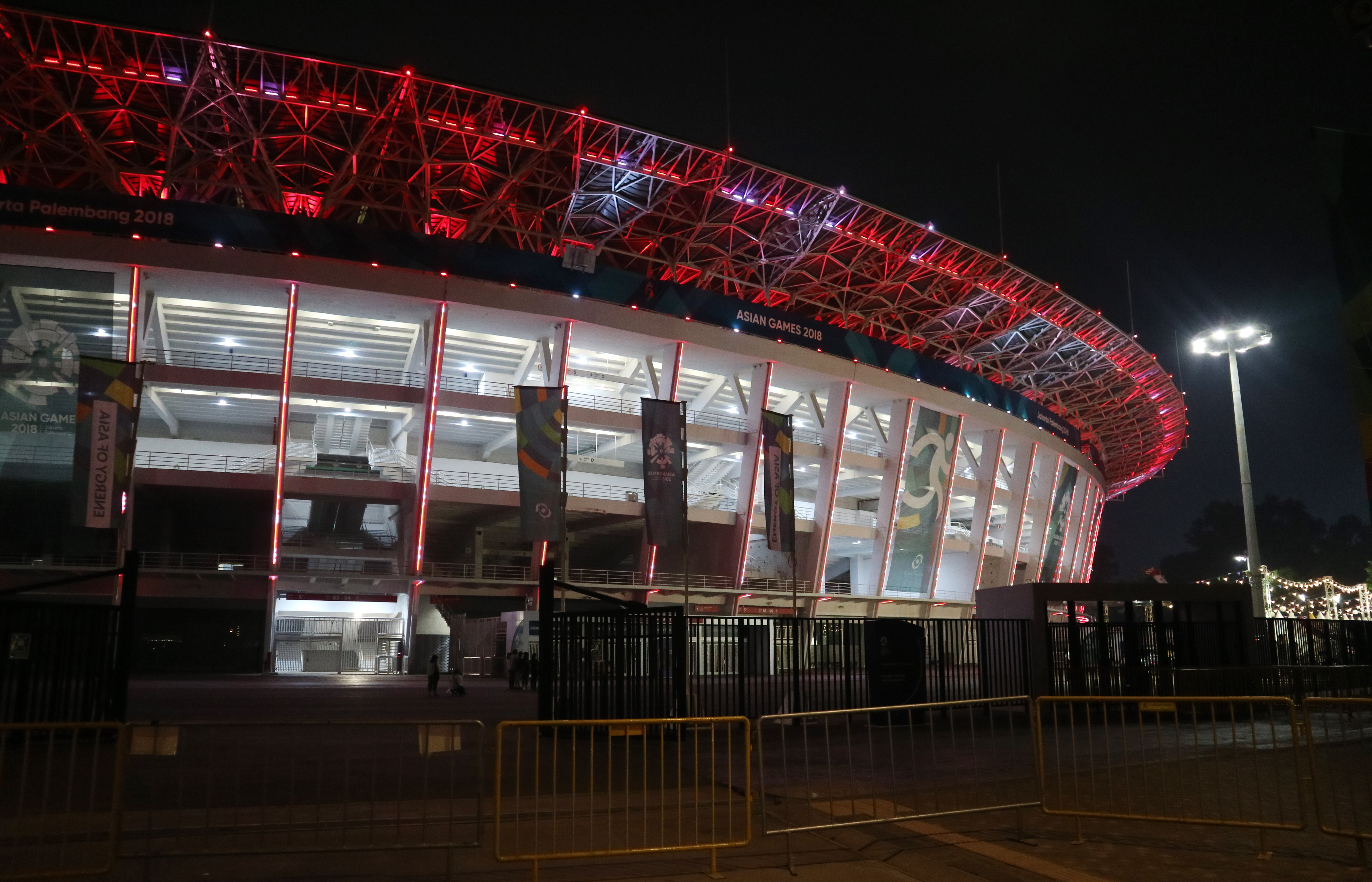
Sân vận động sau khi được cải tạo, được chiếu sáng bằng đèn LED đổi màu (hiển thị màu đỏ) vào các đêm trong thời gian diễn ra Đại hội Thể thao châu Á 2018
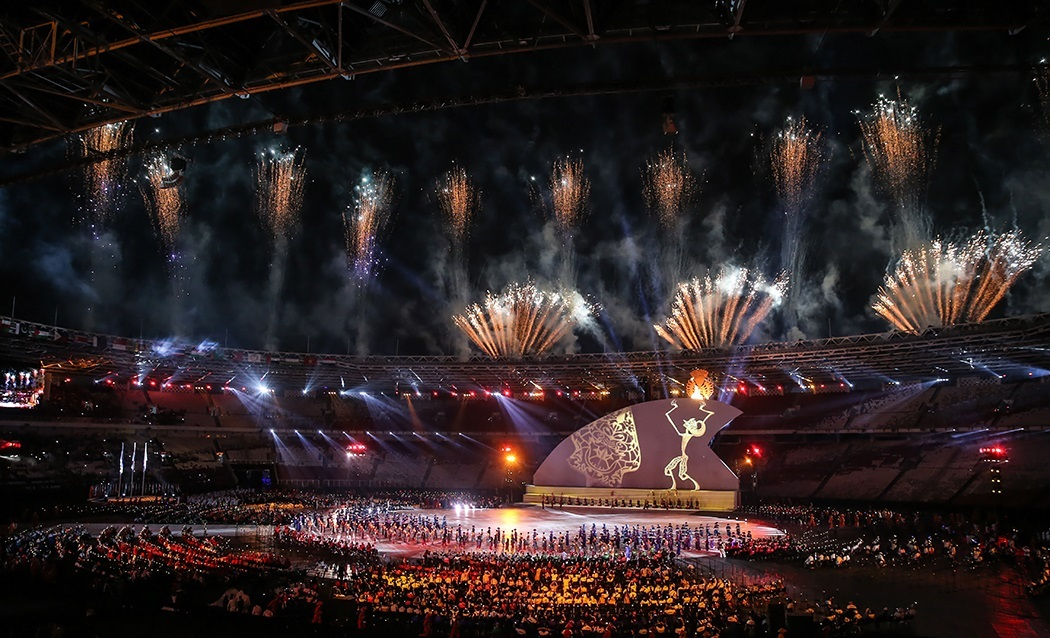
Sân vận động trong lễ khai mạc Đại hội Thể thao Người khuyết tật châu Á (APG) 2018
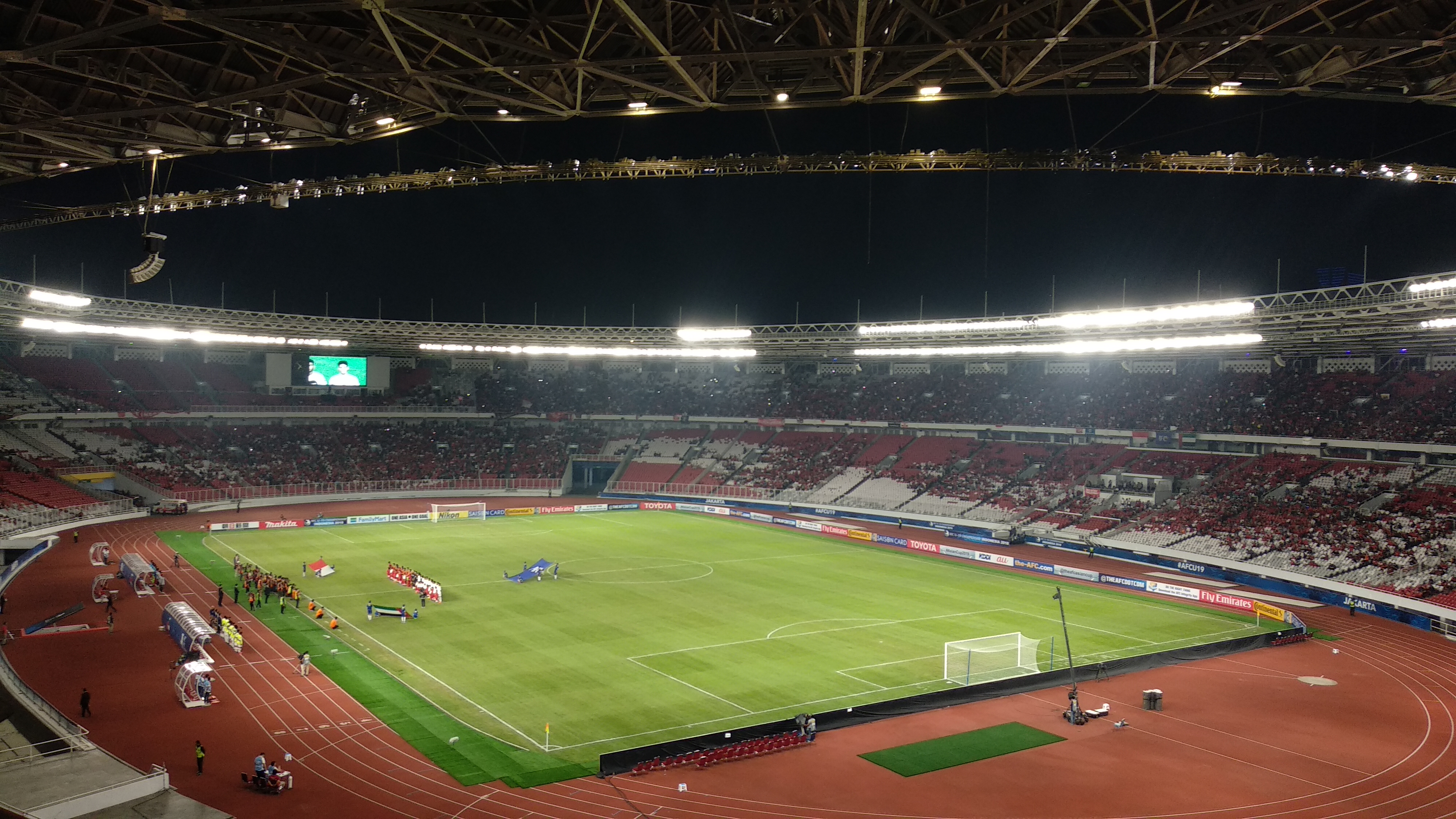
Sân vận động trong trận đấu giữa U-19 Indonesia và U-19 UAE tại Giải vô địch bóng đá U-19 châu Á 2018
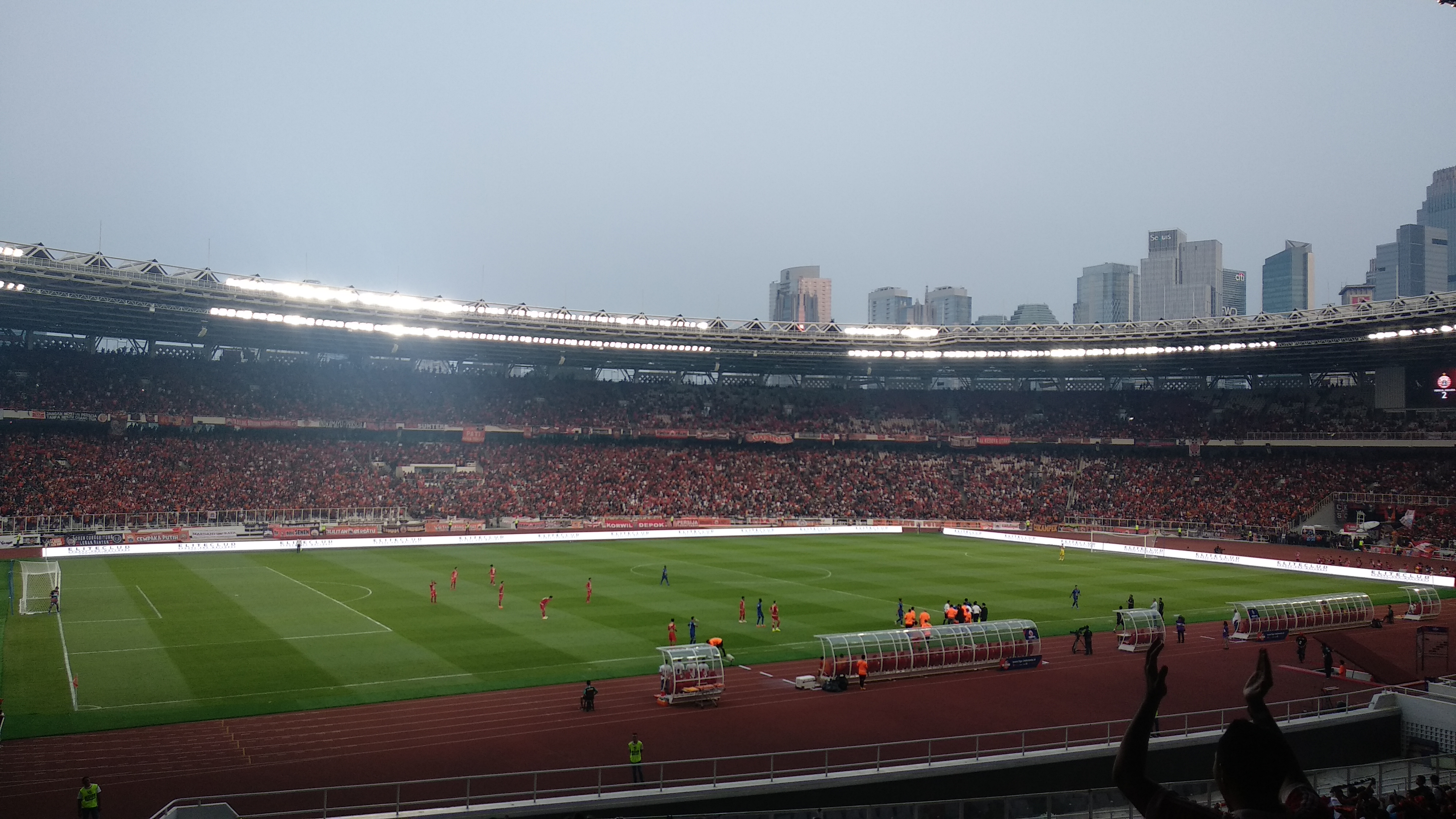
Sân vận động trong trận đấu giữa Persija Jakarta và Arema tại Liga 1 2019 vào ngày 3 tháng 8 năm 2019